# Небесний велетень
Небесний велетень (англ. Sky Giant) — американська пригодницька мелодрама режисера Лью Лендерса 1938 року.

## У ролях
- Річард Дікс — капітан В. Р. Кехілл
- Честер Морріс — Кеннет «Кен» Стоктон
- Джоан Фонтейн — Мег Лоуренс
- Гаррі Кері — полковник Корнеліус Стоктон
- Пол Гілфойл — «Ферджі» Фергюсона
- Роберт Стрейндж — Джо Р. Уелдон